# Kościół św. Piotra i Pawła na Antokolu w Wilnie

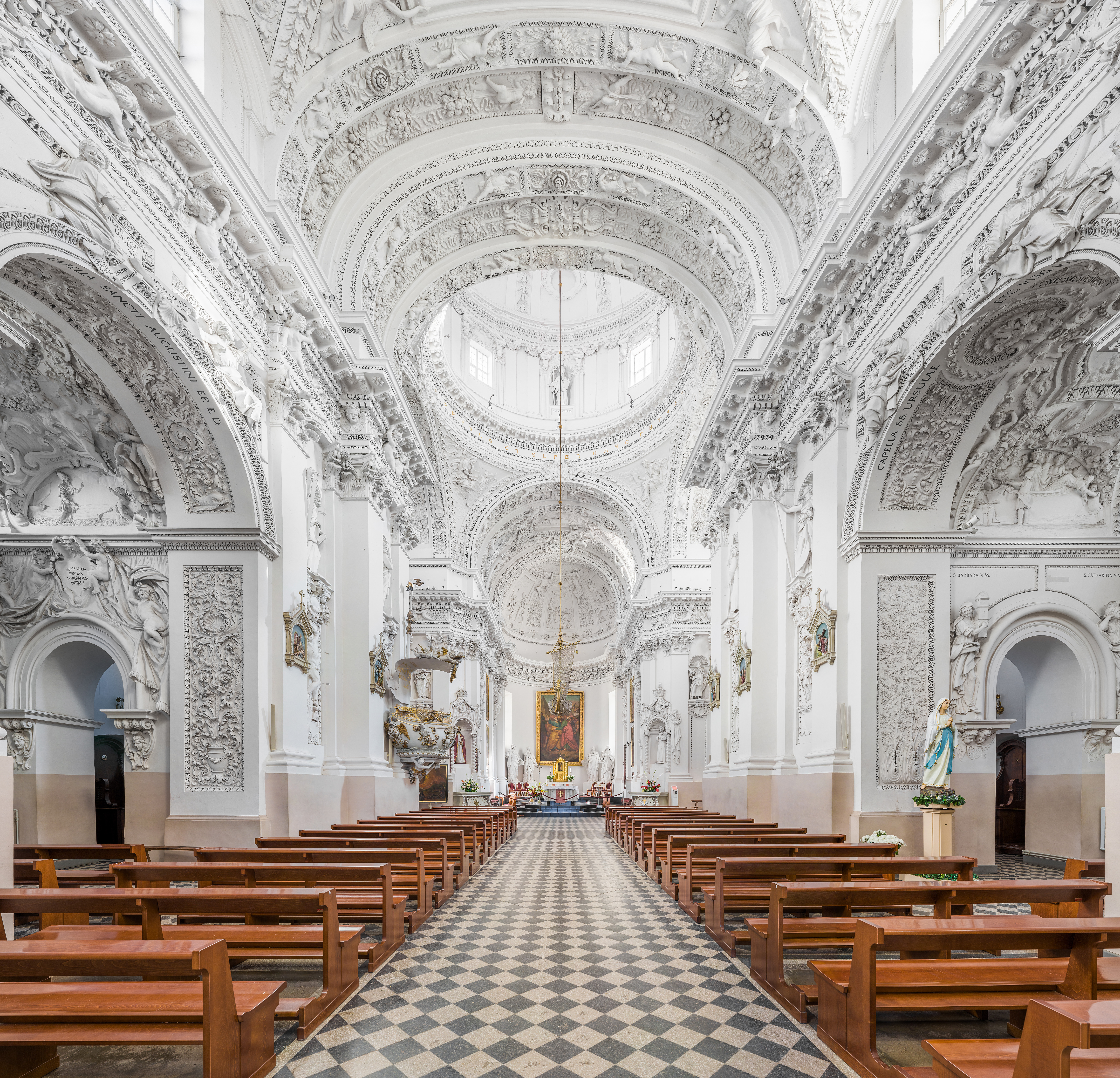
Wnętrze świątyni

Kościół św. Piotra i Pawła na Antokolu w Wilnie – barokowy kościół położony na Antokolu, w dzisiejszej dzielnicy Wilna.

## Historia
Pierwszy drewniany kościół zbudowano w miejscu obecnego za panowania Władysława Jagiełły, spłonął on jednak w 1594 roku. Został odbudowany w latach 1609-1616 i oddany pod opiekę sprowadzonym z Krakowa kanonikom regularnym laterańskim; ponownie zniszczony w 1655 roku podczas najazdu rosyjskiego.
Obecny kościół wraz z klasztorem kanoników regularnych laterańskich ufundował Michał Kazimierz Pac, hetman wielki litewski i najbardziej znaczący magnat litewski drugiej połowy XVII wieku. Jedna z hipotez ślubowania wzniesienia świątyni mówi, iż wybudowano ją jako wotum za pomyślne zakończenie wojny z Moskwą i oswobodzenie Wilna z rąk okupanta. Budowę rozpoczęto w 1668 roku, po poświęceniu kamienia węgielnego (przywiezionego z Krakowa) przez biskupa wileńskiego Aleksandra Kazimierza Sapiehę. Kościół został zbudowany według projektu krakowskiego architekta Jana Zaora, jednak kierował on pracami do roku 1672, kiedy zastąpił go najprawdopodobniej Giovanni Battista Frediani. Około 1675 zakończono budowę bryły kościoła, odprawiono w nim pierwsze nabożeństwo. Wówczas też rozpoczęły się prace dekoratorskie, których efektem były wyjątkowe sztukaterie autorstwa Pietro Pertiego oraz Giovanniego Gallego (ukończone ostatecznie w 1684), a także malowidła iluzjonistyczne Michelangelo Palloniego. W 1682 zmarł niedoczekawszy zakończenia prac Michał Kazimierz Pac, zgodnie z jego wolą został pochowany pod progiem, a na płycie nagrobnej wykuto napis "Hic iacet peccator" (Tu leży grzesznik). Pierwszy remont świątyni miał miejsce w latach 1801-1804 zgodnie z projektem pochodzących z Mediolanu Giovanniego Borettiego i Nicolae Pianiego, powstała wówczas rokokowa ambona. W dwudziestoleciu przed kościołem co roku w dniu 29 czerwca odbywał się jeden z największych wileńskich kiermaszy odpustowych.
W latach 1953–1989 w miejscu ołtarza głównego stał sarkofag z relikwiami św. Kazimierza.

## Architektura
Architektura kościoła nie jest wyjątkowa – jego twórca wzorował się na kościele w Tarłowie niedaleko Opatowa. Jest to trójnawowa bazylika z transeptem zbudowana na planie łacińskiego krzyża, zwieńczona kopułą nad skrzyżowaniem naw. O szczególnym miejscu świątyni w historii sztuki polskiej decyduje jednak nie jego architektura, ale wystrój, który niemal w całości stanowią wyjątkowej klasy sztukaterie. Wnętrze świątyni zdobi ponad 2 tysiące rzeźb stiukowych o tematyce biblijnej, mitologicznej i historycznej. Jednym z ciekawszych elementów wystroju wnętrza jest przepiękny kryształowy żyrandol w kształcie łodzi (jest pamiątką zatonięcia podczas transportu ołtarza głównego o kryształowych kolumnach zamówionego przez Paca we Włoszech). Oryginalnym elementem jest również, umieszczony w kruchcie, wielki bęben litewski (litaur) przywieziony przez hetmana Paca spod Chocimia po bitwie w 1673.

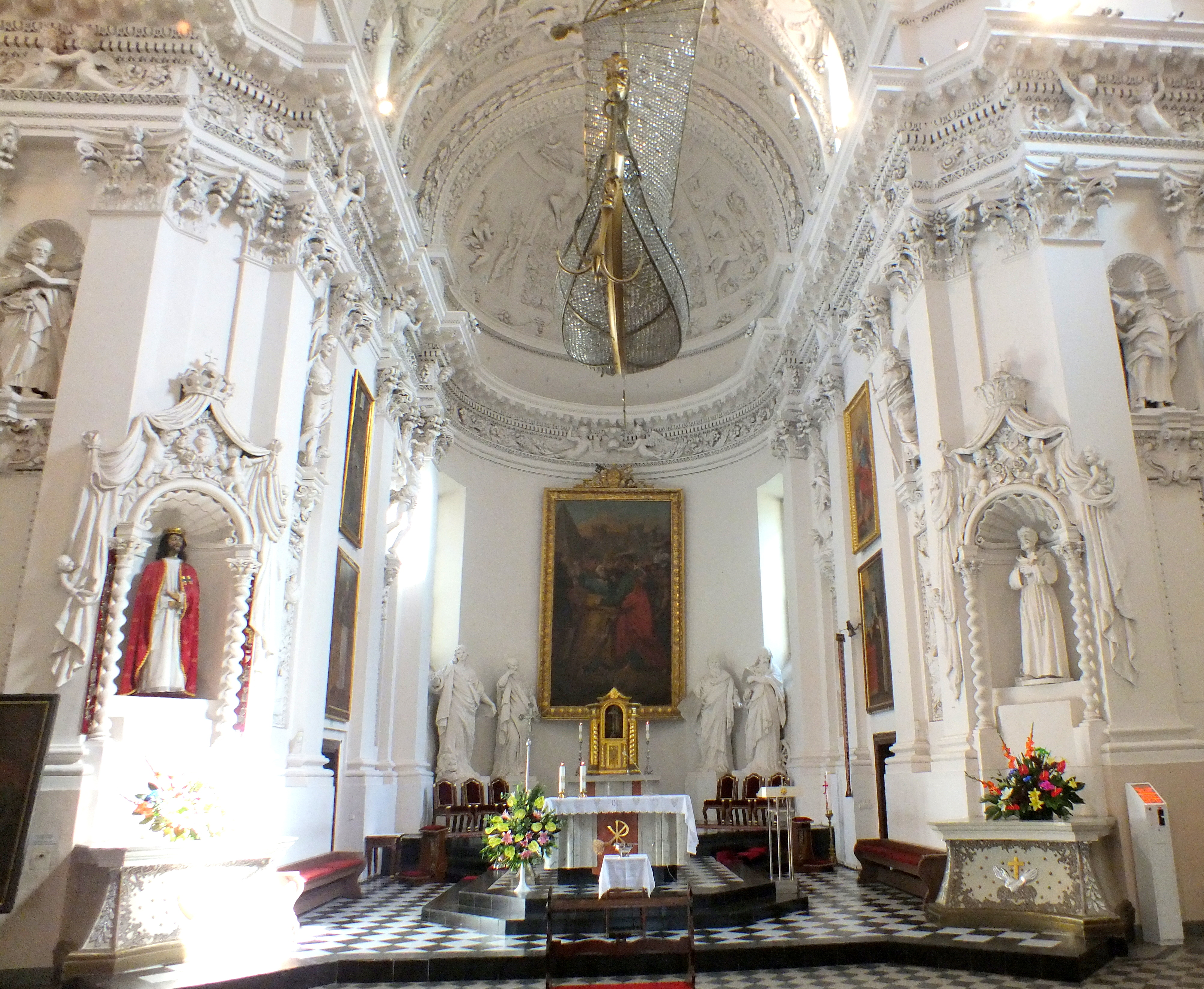
Prezbiterium

W kościele nie ma głównego ołtarza, w jego miejscu znajduje się obraz pędzla Franciszka Smuglewicza przedstawiający pożegnanie św. św. Piotra i Pawła, obok widoczne są cztery rzeźby proroków: Daniela, Jeremiasza, Izajasza i Eliasza, dłuta Kazimierza Jelskiego.
W prezbiterium kościoła umieszczono portret oraz popiersie fundatora jako triumfatora z wieńcem laurowym na głowie. Nawiązaniem do jego zwycięstw nad Moskwą są też egida poniżej popiersia, symbolizująca obronę przezeń Rzeczypospolitej, oraz dwie odcięte głowy orła moskiewskiego na jednej z tarcz. Aluzję do nazwiska ambitnego fundatora, który został pochowany pod progiem kościoła, zawiera również napis na fasadzie: "Regina pacis funda nos in pace". W połowie XVIII wieku doczesne szczątki fundatora przeniesiono do podziemi świątyni.

## Plan kościoła

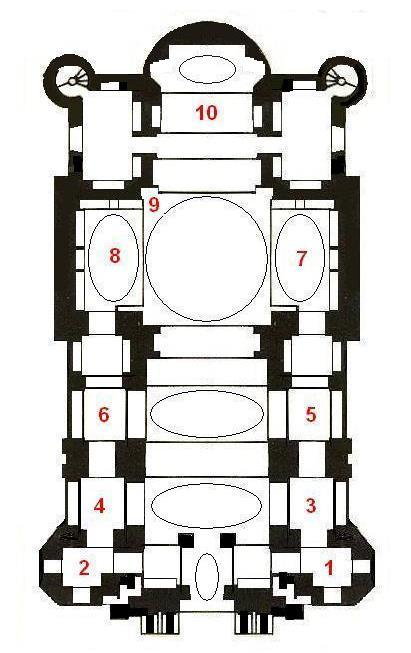
Plan kościoła

1. Kaplica Jezusa Ukrzyżowanego
2. Chrzcielnica
3. Kaplica św. Żołnierzy
4. Kaplica św. Królowych
5. Kaplica św. Urszuli
6. Kaplica św. Augustyna
7. Ołtarz Pięciu Ran Chrystusowych
8. Ołtarz NMP Łaskawej
9. Ołtarz Jezusa Nazareńskiego
10. Prezbiterium